# 68.ª Brigada Mixta (Ejército Popular de la República)
La 68.ª Brigada Mixta fue una unidad del Ejército Popular de la República que participó en la Guerra Civil Española. Considerada una fuerza de choque, a lo largo de la contienda tomó parte en algunas de las principales batallas como Brunete, Teruel o la defensa del Segre. Al frente de la unidad estuvieron oficiales prestigiosos como Etelvino Vega o Francisco Romero Marín.

## Historial

### Frente del Centro
La unidad fue creada en enero de 1937 en Madrid a partir de los batallones «Octubre II» del 5.° Regimiento, siendo denominada inicialmente como Brigada Mixta «C». Para el mando de la misma de nombró al mayor de milicias Etelvino Vega, mientas que para el comisario político se designó a Luis Cabeza Pérez. Durante el periodo de instrucción la 68.ª Brigada Mixta estuvo desplegada en Collado Villalba, donde permaneció hasta febrero —cuando fue equipada con armamento—. Sería asignada la 4.ª División del II Cuerpo de Ejército; tras el final de la batalla del Jarama —en la que no llegó a intervir— pasó a ser encuadrada en la 7.ª División. Entre el 10 y 14 de abril intervino junto a otras uniaddes en el ataque contra el Cerro Garabitas de Madrid, operación que se sadó con un fracaso.
En julio, de cara a la ofensiva de Brunete, fue asignada a la 34.ª División del XVIII Cuerpo de Ejército. La 68.ª BM tuvo una destacada actuación durante los combates. El 9 de julio envió a dos de sus batallones para apoyar a la 15.ª División, que se encontraba en una posición difícil. Al día siguiente la 68.ª BM ocupó la cota 660 que dominaba Villafranca del Castillo y, el 11 de julio, lanzó un ataque contra el vértice «Romanillos», sin éxito. Una bandera de la Falange sevillana resistió en Villanueva de la Cañada los ataques de la 68.ª BM y la 16.ª BM, si bien esta localidad acabaría siendo conquistada. El 19 de julio una ataque franquista obligó a la 68.ª BM a intervenir rápidamente para intentar contener la presión enemiga; al día siguiente lanzó un contraataque para intentar frenar la contraofensiva franquista, sin éxito. El día 26 la brigada fue retirada del frente.
Tras el final de los combates Etelvino Vega fue sustituido al frente de la unidad por el mayor de milicias Francisco Jiménez Flórez, que al día siguiente sería sustituido a su vez por el mayor de milicias Francisco Romero Marín. La 68.ª BM quedó situada en vanguardia en el sector de Villanueva de la Cañada.

### Aragón y Cataluña
A comienzos de febrero de 1938 la unidad fue destinada al frente de Teruel, si bien su intervención fue muy limitada dado que llegó a este sector cuando el desenlace de la batalla se encontraba prácticamente decidido; se dedicó en buena medida a operaciones de limpieza en la retaguardia. Tras el comienzo de la ofensiva franquista, la 68.ª Brigada Mixta cedió ante la presión enemiga y perdió las localidades de Josa, Obón y Alcaina. Para el 4 de abril había alcanzado Cherta, desde donde se replegaría hacia Castellciutat a mediados de abril. A partir de entonces la 68.ª BM pasó a cubrir las posiciones en la Sierra de Crestal. Posteriormente intervendría en operaciones contra Serós.
Tras el comienzo de la campaña de Cataluña, el 24 de diciembre de 1938 la brigada se trasladó a Artesa de Segre. Ante la ofensiva enemiga intentó mantener sus posiciones, sin éxito. Para esas fechas la 34.ª División se encontraba muy deshecha, por lo que las fuerzas de la 68.ª BM se incorporarían al X Cuerpo de Ejército. En enero de 1939 se retiraría hacia la frontera francesa junto a otras unidades republicanas, perdiéndose su rastro en dicha retirada.

## Mandos
Comandantes

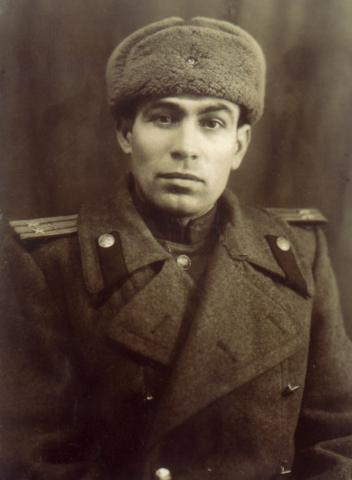
Francisco Romero Marín, en uniforme soviético.

- Mayor de milicias Etelvino Vega;[1]
- Mayor de milicias Francisco Jiménez Flórez;
- Mayor de milicias Francisco Romero Marín;[6]
- Mayor de milicias Francisco Mesón Gómez;
- Mayor de milicias Antonio Núñez Balsera;

Comisarios
- Luis Cabeza Pérez, del PSOE;[7]
- Luis Quesada Cerván;

Jefes de Estado Mayor
- capitán de milicias Enrique López Real;
- capitán de milicias Antonio Benito Soláns;